# Beribavar
Beribavar är en kommun i departementet Néma i regionen Hodh Ech Chargui i Mauretanien. Kommunen hade 3 845 invånare år 2013.